# CATIA
CATIA je višeplatformski softverski paket za oblikovanje pomoću računala (CAD), proizvodnju s pomoću računala (CAM), računalno potpomognuto inženjerstvo (CAE), 3D modeliranje i upravljanje životnim ciklusom proizvoda (engl. product lifecycle management, PLM). Razvija ga francuska tvrtka Dassault Systèmes. 
Naziv CATIA je pokrata za "computer-aided three-dimensional interactive application" (hrv. računalno potpomognuta trodimenzionalna interaktivna aplikacija).
Prva verzija izdana je 1982. godine, a ispočetka je bila dodatak za softverski paket CADAM tvrtke Lockheed Corporation.
Budući da CATIA podržava više stadija razvoja proizvoda, od konceptualizacije do proizvodnje, smatra se CAx softverom, gdje taj termin općenito označava softver za računalno potpomognute tehnologije, tj. objedinjenje CAD-a, CAM-a i srodnih tehnologija.
Softver omogućuje osmišljanje različitih elemenata nekog proizvoda, uključujući konstrukciju površina i oblika, projektiranje električnih i elektroničkih sustava, sustava za fluide, strojarskih sustava itd. Zbog toga je u širokoj uporabi u automobilskoj i zrakoplovnoj industriji.

## Povijest
Razvoj CATIA-e započeo je 1977. godine u francuskoj tvrtci za proizvodnju zrakoplova Avions Marcel Dassault. Kako bi razvili lovački zrakoplov Dassault Mirage, željeli su proširiti tada korišteni softver CADAM funkcijama 3D modeliranja površina i numeričkog upravljanja.
Isprva je naziv bio CATI, pokrata za francuski naziv "conception assistée tridimensionnelle interactive" (hrv. interaktivno potpomognuto trodimenzionalno konstruiranje), a 1981. godine preimenovan je u CATIA kada je razvoj softvera izdvojen u novu podružnicu Dassault Systèmes. Prvi izvršni direktor bio je Francis Bernard. Nova tvrtka potpisala je distribucijski ugovor s IBM-om koji je od 1978. godine prodavao i Lockheedov softver CADAM. Prva verzija CATIA-e izdana je 1982. godine kao softverski dodatak za CADAM.
Tijekom 1980-ih godina, uporaba CATIA-e proširila se u zrakoplovnoj i vojnoj industriji, a neki od poznatijih korisnika bili su Boeing i General Dynamics Electric Boat.
Dassault Systèmes kupio je CADAM od IBM-a 1992. godine, a sljedeće godine izdan je CATIA CADAM. CATIA je 1996. godine prenesena (portana) s jednog operacijskog sustava UNIX na njih četiri, a 1998. godine dodana je podrška za Windows NT u verziji 5 koja je potpuno redizajnirana. Taj je redizajn CATIA-e V5 dijelom bio uzrok za 6,1 milijardu USD dodatnih troškova u razvoju Airbusa A380 jer nije bila u potpunosti kompatibilna s prethodnom verzijom, V4.
Pokretanjem platforme 3DEXPERIENCE 2014. godine, CATIA je postala dostupna u oblaku.

## Vanjske poveznice
- Službena stranica
- Povijest CATIA-e  Arhivirana inačica izvorne stranice od 3. ožujka 2016. (Wayback Machine)